# Vriesea sagasteguii
Vriesea sagasteguii är en gräsväxtart som beskrevs av Lyman Bradford Smith. Vriesea sagasteguii ingår i släktet Vriesea och familjen Bromeliaceae. Inga underarter finns listade i Catalogue of Life.